# 어그

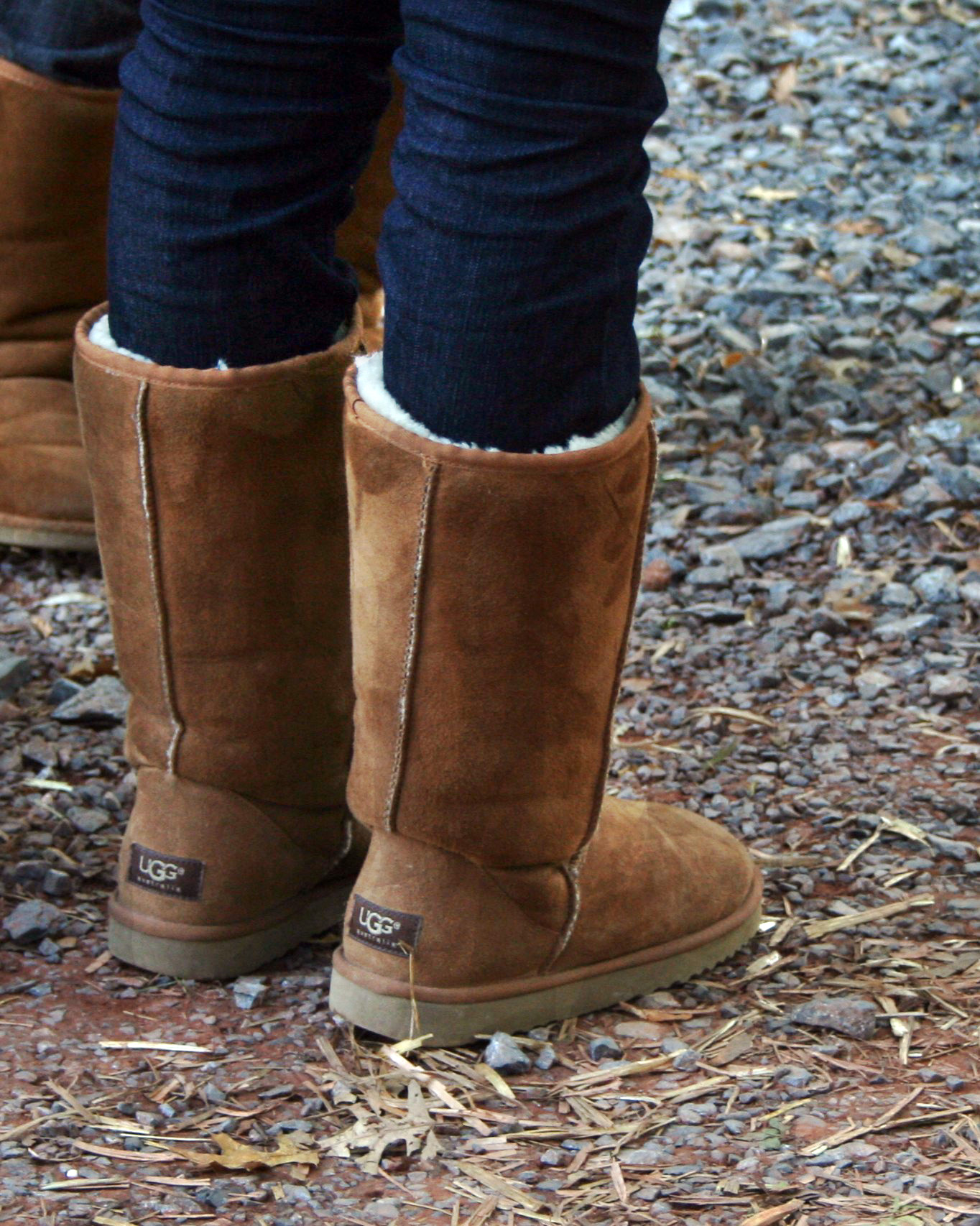
클래식어그® 양피부츠

어그(UGG)® 는 미국 회사인 데커스 아웃도어 코퍼레이션이 소유하고 있는 패션 신발 및 의류 브랜드이다. 어그는 대한민국에서 신발류 제품을 지정상품으로 하여 등록된 상표로 그 상표권권자는 위 데커스 아웃도어 코퍼레이션이다. 어그 브랜드는 클래식 스타일 양피 부츠로 가장 잘 알려져 있으며, 그 제품의 범위는 구두, 샌들, 웨지화, 슬리퍼, 니트웨어, 아웃웨어와 핸드백을 포함한다. 어그 부츠에서 사용하는 양피는 바깥쪽은 스웨이드, 안쪽은 울플리스인 양면으로 이루어져 있다. 털이 다공성이어서 여름에는 발을 시원하게 겨울에는 따듯하게 해준다.

## 연혁
양피 부츠 스타일은 호주 서퍼인 셰인 스테드먼이 발명했다. 그는 차가운 호주 바다에서 서핑을 한 후 자신의 발을 따뜻하게 하려고 부츠를 디자인했다. 1971년, 스테드먼은 호주에서 UGH-BOOTS 상표를 등록했고 1982년에는 UGH 상표를 등록했다.
1978년, 또 다른 호주 서퍼인 브라이언 스미스는 호주에서 만든 양피 부츠 몇 켤레를 미국으로 가져가 뉴욕과 캘리포니아에서 판매하기 시작했고, 또한 미국에서 어그 오스트레일리아 신발 회사를 차렸다. 그는 캘리포니아의 서퍼들과 할리우드 세트 장에서 팬들을 찾았다. 1985년, 스미스는 자신의 어그 오스트레일리아 로고를 미국에 등록 신청했으며 1987년에 등록을 허가 받았다.
1995년, 미국의 신발 회사인 데커스 Outdoor Corp.는 스미스의 회사 어그 Holdings, Inc.를 미화 1,500만 달러에 인수하였다. 1996년, 셰인 스테드먼은 호주 UGH 상표에 대한 자신의 권리를 10,000 파운드와 그가 살아있는 동안 매년 어그 부츠 세 켤레씩을 받기로 하고 매각했다.
데커스 아웃도어 코퍼레이션 (NASDAQ: DECK)는 미국 캘리포니아주 골리타에 본사를 둔 신발 제조업체이다. 이 회사는 1973년 Doug Otto가 경영하는 샌들 제조업체로 시작하였다. 데커스는 현재 어그외에도 Teva, Simple Shoes, Sanuk, Tsubo, Ahnu, Mozo라는 여섯 개의 브랜드를 제조하고 있다. 각 브랜드는 각자 자신의 카테고리 내에서 진정한 리더이며, 어그와 Teva의 경우에는 신발의 카테고리를 새롭게 만들어냈다. 각 브랜드는 자기 자신만의 독특한 성격을 가지고 있다.
- TEVA. 1984년, 애리조나주 그랜드캐니언의 리버 가이드로 일하던 젊은 마크 대처는 전 세계에서 처음으로 스포츠 샌들을 발명하여 TEVA 브랜드를 만들어냈다. TEVA 라인은 그 후 샌들에서 구두와 부츠로까지 확장하였고 아웃도어 신발 부문에서 여전히 선두주자이다. “Teva”라는 단어는 히브리어로 자연을 뜻한다.[5]
- SIMPLE. Simple Shoes는 1991년 캘리포니아주 토박이인 에릭 마이어가 설립하였다. Simple은 판에 박힌 주요 브랜드에 대한 과대 광고 없이 자연 친화적인 신발을 판매하는, 작지만 훌륭한 신발 회사로 설립되었다.[6]
- SANUK. 캘리포니아 남부 출신인 제프 켈리가 1997년 설립한 Sanuk은 전 세계의 야외 활동인들을 위해, 창조적인 영감을 받았으나 독특하게 디자인된 신발 제품을 판매하고 있다. 태국어로 “재미”를 뜻하는 말에서 이름을 따온 Sanuk은 기능이 훌륭하면서도 파격적이고 혁신적인 제품을 만들기 위해 노력하고 있다.[7]
- TSUBO. Tsubo 브랜드는 패트릭 맥널티와 영국 디자이너인 닉 오로크가 1997년 설립하였고, 미국, 영국, 캐나다, 프랑스, 벨기에, 네덜란드, 오스트리아, 일본, 홍콩 및 한국에서 판매되는 전 세계적인 브랜드가 되었다. Tsubo는 뛰어난 디자인, 편안함과 기능성을 갖춘 도시용 신발이다. Tsubo라는 단어는 일본어로 압점이라는 뜻이다.[8]
- MOZO. 미국인인 짐 애그뉴는1997년 오랜 시간 서있는 사람들을 위한 신발을 만들기 위해 MOZO 브랜드를 설립했다. Mozo 신발은 풀그레인 가죽, 공인된 미끄럼 방지 구두창을 사용하며, 미국 전역의 요리 전문가들 사이에서 유명하다. 스페인어로 Mozo는 대목장에서 힘든 일을 도와주는 젊은 남자를 뜻한다.[9]
- AHNU. Ahnu는 Keen Footwear의 전 직원이었던 짐 밴다인, 재클린 레녹스 , 제니 프레더릭스와 스콧 맥과이어가 2001년 캘리포니아 북부에서 설립하였다. Ahnu의 생산 목표는 타협하지 않는 신발의 기능을 만들어 내는 것이다. Ahnu 팀은 산길, 해변 또는 인도 등 어느 곳에서든지 다양한 종류의 야외 활동을 위한, 마찰력, 악력, 유연성, 완충성 및 내구력의 적절한 균형을 제공하는 신발을 개발하기 위해 일류의 생체역학자, 디자이너 및 운동선수들과 협력하고 있다. “Ahun”라는 이름은 켈트 신화의 균형 및 안녕의 여신에게서 따왔다.[10]

## 패션 유행
2000년대 초반, 어그 부츠는 패션 유행 및 문화적 현상이 되었다. 이렇게 인기를 끌게 된 데는 미국의 유명한 TV 저명인사인 오프라 윈프리의 덕이 컸다. 2000년부터, Oprah는 어그 부츠를 자신이 “가장 좋아하는 것들” 중 하나라며 Holiday 시즌 특별 프로그램에 다섯 번이나 포함시키는 기록을 세웠다. 케이트 허드슨, 세라 제시카 파커, 제니퍼 애니스턴 및 캐머런 디애즈와 같은 미국 영화 배우들이 어그 부츠를 신고 있는 사진이 찍히기도 했다. 풋웨어 뉴스는 어그 상표를 “올해의 브랜드”로 정했다.

## 상표
어그 상표는 보통 부츠의 뒤축의 직사각형 “라이선스 판” 라벨에 부착되어 있다. 가장 일반적인 어그 로고는 가운데 “G”가 더 크고 옆에 있는 글자들과 겹쳐지는 고딕체 U-G-G 글자 모양이다.
어그는 미국, 유럽, 중국을 포함하는 120개국 이상의 국가에서 데커스 아웃도어 코퍼레이션의 등록 상표이다.
2000년대 초반, 어그 상표를 부착한 양피 부츠에 대한 수요가 급증하였고, 이는 부분적으로는 유명인들의 추천에서 비롯되었다. 호주 제조업체들은 어그 상표와 같거나 유사한 상표들을 부착한 양피 부츠들을 인터넷에서 판매하기 시작했다. 데커스는 그 후 이 상표 침해를 중지시키기 위해 본격적으로 노력하기 시작했고 호주 제조업체들에 정지 서신을 보냈다. UDRP 도메인 이름 중재를 통해, 경쟁업체들이 도메인 이름에 “ugg”라는 단어를 사용하는 것이 금지되었다. 호주의 상표 담당 관청인 호주특허청(IP Australia)은 호주 회사들에게 다음과 같이 경고하였다. "인터넷은 전 세계 시장에 쉽게 접속할 수 있도록 해주며 국경과 상관이 없다. 인터넷에서 거래를 하려면 제품이나 서비스를 판매하는 국가의 법을 이해해야 한다. 호주에서 인터넷상으로 외국으로부터 주문을 받는 판매를 하면, 이는 결과적으로는 국제 거래가 되는 것이며 이로 인해 고소와 값비싼 소송의 대상이 될 수도 있다."
데커스의 이러한 조치에 대해, 호주 제조업체들은 회사의 청구에 대항하기 위한 목적으로 호주양피협회(Australian Sheepskin Association)을 결성하였다. 호주 기업들은 데커스 호주 상표를 취소하기 위해 소송을 제기하였다. 맥두걸은 미사용을 이유로 한 건의 UGH-BOOTS 호주 등록을 취소하는 데 성공하였다. 그러나 Luda Productions은 2006년 결정에서 인정되고 계속 호주에서 등록된 상태로 남아 있는 어그 AUSTRALIA & Design에 대한 데커스의 등록을 무효화하려고 시도했지만 실패했다.
호주, 미국, 유럽 및 튀르키예에서 어그 상표 유효성에 대한 분쟁이 있었다. 미국, 네덜란드와 튀르키예의 판결은 어그가 일반 명칭이라는 주장을 인정하지 않았으며 어그 상표 등록의 유효성을 지지했다. 미국 사건에서, 데커스는 피고측이 “ug 부츠”라는 용어를 사용하는 것을 금지시키기 위해 소송을 제기했다. 피고측은 어그 상표가 일반 명칭이라고 주장했다. 법원은 피고측이 “ug 부츠”라는 용어가 다양한 시점에 다양한 개인들이 일반적으로 사용하였다는 일화적인 증거만을 제공했다고 하며 그 주장을 인정하지 않았다. 법원은 계속해서 피고측이 어그 용어가 일반 명칭이 아니며…조사 응답자 중 84%가 어그가 브랜드 명이라고 생각했다는 것을 분명하게 보여준, 양 당사자들이 제출한 조사 증거를 무시했다는 판결을 내렸다. 마지막으로, 법원은 그 용어가 호주에서 일반 명칭인지 여부는 미국에서의 어그 상표 유효성과는 아무 상관이 없다는 판결을 내렸다. 법원은 또한 데커스 어그 상표가 매우 강하다고 판결을 내렸다.
네덜란드 사건에서, 법원은 어그가 유효한 상표라는 판결을 내렸다. 법원은 호주의 하나 또는 그 이상의 기업들의 의견을 근거로, 벨기에, 네덜란드와 룩셈부르크에서 이것이 일반 명칭으로 간주된다는 사실을 입증할 수 없다고 주장하는 피고의 “이는 호주에서 일반 명칭이다”라는 주장을 기각했다. 법원은 어그가 베네룩스 국가들에서 잘 알려진 상표가 아니라는 것을 의심할 이유가 없었다.
튀르키예 사건에서, 법원은 이 상표가 일반적이거나 설명적인 단계의 것이 아니며 사실상 튀르키예 소비자들 사이에서는 출처표시로 잘 알려져 있다는 판결을 내렸다. 튀르키예 법에 따르면, 다른 언어에서 설명적인 의미를 가진 단어들은 이러한 단어들이 튀르키예에서 일반적으로 알려진 경우 등록이 금지될 뿐이다. 법원은 튀르키예어에서 어그는 상표 외에는 다른 의미가 없다는 결론을 내렸다. 법원은 또한 튀르키예 소비자에게 어그 마크가 인지도가 높다는 독자적인 조사도 참고했다.

## 모조품
어그 브랜드는 주로 중국 모조품의 피해자였다. 위조 제품을 판매하는 웹사이트는 쉽게 만들 수 있으며, 위조자들은 공식 웹사이트에서 사진과 텍스트를 복사했기 때문에 모조품 사이트는 진짜 사이트와 비슷하게 보인다. 법 집행 팀들은 수천 개의 이베이 경매와 가짜 어그 부츠를 판매하는 웹사이트들을 차단했다. 미국과 영국에서, 관세 및 법 집행 공무원들은 어그 제품과 기타 사치품 브랜드의 모조품을 대량 압수했다.
2010년 7월 글래스고 이브닝 타임스에 따르면, 일단의 범죄자들이 글래스고에 가짜 신발들을 대량 반입하였다…스코틀랜드 서부 지역의 당국은 반드시 사야 하는 아이템으로 통하는 신발 수백 켤레를 압수했다. 글래스고 시의회의 Neil Coltart는 다음과 같이 말했다: “이 부츠들은 진품처럼 보이는 상자에 태그와 라벨까지 붙여서 도착했다. 그러나 제품은 확실히 어그에서 기대하는 품질은 아니었다.”… 멋진 포장에서 나온 그 부츠들은 분명히 어그의 편한 양피가 아닌 싸구려 인조 털로 만들어졌다. 특유의 어그 상표가 뒤축에 거꾸로 붙여져 있었던 것도 있었다. Coltart는 한 켤레를 위로 치켜들며 말했다: “제 생각에 대부분의 사람들은 어그 부츠를 사서 이런 부츠를 집으로 가져오면 꽤 실망할 것입니다.”
2009년 미국 관세사들은 가짜 어그 부츠 60,000켤레를 압수했으며, 회사는 이베이, Craigslist 및 이와 유사한 사이트의 170,000여 개의 목록 뿐 아니라 모조 제품을 판매하는 2500개 웹사이트를 상대로 조치를 취했다. 데커스의 브랜드 보호 이사인 리아 에버트버크스는 뉴욕 타임스에 다음과 같이 이야기했다: "소비자는 제품의 출처에 대해서는 모른다… 모조 웹사이트는 상당히 쉽게 만들어지고, 또한 모조자들은 우리의 재고 사진들, 우리 웹사이트의 텍스트를 복사하여 데커스 웹사이트처럼 보이게 만들 것이다.”

## 같이 보기
- 베어파우